# Ndoudja
Ndoudja est un village de la Région du Nord au Cameroun. Il est situé dans la commune de Pitoa, département de la Bénoué, à proximité du mont Tinguelin, en pays Fali.

## Archéologie
Une pierre dressée calée a été découverte sur la pente ouest d'Hossséré Bané, face à la vallée de Ndoudja.

## Population
Lors du recensement de 2005, la localité comptait 626 habitants.
On y parle notamment le fali du Sud, une langue de l'Adamaoua.

## Économie
Comme Adoumri, Ndoudja est une zone de production de feuilles de baobab. La récolte est faite principalement par les femmes et les enfants. Les produits sont généralement vendus le dimanche au marché de Pitoa.